# エスカッシャン (紋章学)

エスカッシャン
フィールド
サポーター
モットー (スコットランド)
クレスト
リース
マント
ヘルメット
クラウン/コロネット
コンパートメント
チャージ
オーディナリー
モットー
画像ファイル（環境により文字がずれることもあります）

エスカッシャン（英: Escutcheon [ᵻˈskʌtʃən]）は、紋章の中央に示されている盾（シールド）を指すために使われる紋章学の用語である。紋章のこの部分がクレストと呼ばれることがあるが、これは誤りである。本来クレストは、紋章のエスカッシャンの上に置かれるヘルメットとリースの更に上に置かれる装飾を指す。インエスカッシャン (inescutcheon) は、エスカッシャンの中央に配置されるより小さなエスカッシャンである。

## 解説

エスカッシャンの例
1. 古フランス式 (Old French)
2. フランス式 (Modern French)
3. オーバル (Oval)
4. ロズンジ (Lozenge)
5. スクウェア (Square)
6. イタリア式 (Italian)
7. スイス式 (Swiss)
8. イギリス式 (English)
9. ドイツ式 (German)
10. ポーランド式 (Polish)
11. スペイン式 (Spanish)
それぞれの名称は便宜的なもので、その国の紋章が必ずその形という意味ではない。

エスカッシャンという言葉は、しばしば紋章が描かれるシールドのような形を指すこともある。エスカッシャンの形は、戦闘において騎士により用いられた中世の盾に基づく。盾は戦闘用の武具であるためか、この形は男性だけにふさわしいものと考えられており、女性は代わりにロズンジ (lozenge) と呼ばれる菱形の紋章又はダイヤモンド形の紋章を慣習的に用いていた。一方で（少なくとも建前上は）戦闘に参加しない聖職者はカルトゥーシュまたはオーバル（卵形）の紋章を用いた。上記以外にも、カナダ紋章院 (Canadian Heraldic Authority) が先住民族出身のカナダ人を対象として与える紋章に用いられる小円形（ラウンデル）のような他の形も可能である。
紋章学での意味に由来して、「エスカッシャン」という言葉は、自らが所属する家門とその名誉を意味するのに用いられる。その家族の一員で何らかの恥ずべき行為をした者は、「エスカッシャンの汚点 (a blot on the escutcheon) 」などと言われることがあり、現代でも「名折れ」「汚名」「不名誉」の意味で慣用句として用いられる。
イギリスの紋章学では、兄弟が1人もいない女性、つまり一人っ子の女性又は女性ばかりの姉妹の長女が紋章の相続人である場合、その夫は自分の家のシールドの中心に妻がエスカッシャン・オブ・プリテンス（見せかけのエスカッシャン）として妻の父の紋章を置くのを許す。夫は妻の家族の家長である「ふりをしている」ことになるのである（日本的な感覚で言えば、夫が長男でない場合の婿養子と考えるとわかりやすい）。次の世代からその紋章は通常どおりマーシャリング（クォータリング）される。結婚する女性が紋章の相続人である場合以外では、バロン・アンド・フェム (Baron and Feme) と呼ばれる方法を用いてエスカッシャンを縦に2つに分割し、向かって左側のデキスター（直訳は「（盾を持つ側から見て）右」という意味）に夫の紋章、向かって右側のシニスター側（同じく「左」という意味）に妻の紋章を描くが、女性が紋章の相続人である場合はインエスカッシャンとして妻の家の紋章を夫の紋章に重ねるため、婚姻の結果そのエスカッシャンになったことがわかるように、もう1回繰り返して記述する。

## 位置
次の図は、チャージをどこに、そしてどのように描かなければならないかを記述するために紋章記述（ブレイゾン）の中で使われるシールドの位置を示している。紋章学では、常に盾を持つ者、つまり盾の裏側から見た方向を示すため、デキスターを「右」、シニスターを「左」と解釈する。図のA、B、C、Dの各点が盾の外に示されているのは、これらがそれぞれ「上側」、「右側」、「左側」、「下側」といった相対的な位置を示すためにも用いられるためである。紋章記述の中で、ある特定のチャージから見た他のチャージの位置を示すのに頻繁に用いられる。また、紋章上のチャージはチーフ側とデキスター側を優先して配置されるため、シニスターを「逆向き」の意味で用いることもある。
| - A - チーフ (Chief) - B - デキスター (Dexter) - C - シニスター (Sinister) - D - ベース (Base) - E - デキスター・チーフ (Dexter Chief) - F - ミドル・チーフ (Middle Chief) - G - シニスター・チーフ (Sinister Chief) |  | - H - オーナー・ポイント (Honour Point) - I - フェス・ポイント (Fess Point) - J - ノンブリル・ポイント (Nombril Point) - K - デキスター・ベース (Dexter Base) - L - シニスター・ベース (Sinister Base) - M - ミドル・ベース (Middle Base) (稀) |